# Phoenix Marie
Phoenix Marie (Riverside, California, 21 de septiembre de 1981) es una actriz pornográfica y modelo erótica estadounidense.

## Biografía
Phoenix Marie, nombre artístico de Melissa Marie Hutchison, nació y se crio al sur de California, en una familia de ascendencia inglesa, alemana, italiana y escocesa. Comenzó su carrera en la industria a finales de 2006, a los 26 años de edad. Una noche, habiendo salido con sus amigos el dueño de un nightclub de Los Ángeles se acercó a ella, resultando ser familiar de un agente local de modelos.
Hizo su debut como actriz pornográfica en 2007 para los estudios Vivid, con la película Brand New Faces 2.
Sus hobbies incluyen ir a la playa, jugar al fútbol, el béisbol y el hockey, así como el videojuego de rol World of Warcraft.
Como actriz, ha trabajado para producciones de Brazzers, Evil Angel, Naughty America, Vivid, 3rd Degree, Blacked, Jules Jordan Video, Elegant Angel, Devil's Film, Penthouse, Adam & Eve, Bang Bros, Wicked, Reality Kings o Girlfriends Films.
Forma parte del exclusivo círculo de ZZ girls de la empresa Brazzers. Mantuvo una relación sentimental con la actriz porno australiana Angela White.
En 2010, grabó su primera escena de doble penetración, con los actores Jordan Ash y Scott Nails, en la película Big Butts Like It Big 7. En noviembre de ese mismo año fue elegida Penthouse Pet.
Ha sido nominada en numerosas ocasiones en los Premios AVN, recibiendo en el año 2015 el galardón a la Mejor escena POV de sexo, junto a Lexington Steele, por Lex’s Point of View.
Decidió retirarse en marzo de 2018, si bien anunció su regreso a la industria con un contrato en exclusividad con Brazzers en octubre de 2019. Ha rodado más de 1500 escenas y películas como actriz.

## Premios y nominaciones
| Año  | Ceremonia    | Resultado | Premio                                    | Trabajo                    |
| ---- | ------------ | --------- | ----------------------------------------- | -------------------------- |
| 2009 | Premios XBIZ | Nominada  | Mejor actriz revelación                   | —                          |
| 2010 | Premios AVN  | Nominada  | Artista femenina no reconocida del año    | —                          |
| 2010 | Premios AVN  | Nominada  | Mejor escena de sexo anal                 | Ass Worship 11             |
| 2010 | Premios AVN  | Nominada  | Estrella web del año                      | —                          |
| 2010 | Premios XBIZ | Nominada  | Web de actriz porno del año               | —                          |
| 2012 | Premios AVN  | Nominada  | Artista femenina del año                  | —                          |
| 2012 | Premios AVN  | Nominada  | Mejor escena de sexo lésbico en grupo     | Prison Girls               |
| 2012 | Premios AVN  | Nominada  | Mejor escena de sexo anal                 | Dynamic Booty 6            |
| 2012 | Premios AVN  | Nominada  | Mejor escena de sexo en grupo             | Ass Worship 13             |
| 2012 | Premios AVN  | Nominada  | Mejor escena de trío H-M-H                | Internal Damnation 4       |
| 2013 | Premios AVN  | Nominada  | Artista MILF / Cougar del año             | —                          |
| 2013 | Premios AVN  | Nominada  | Mejor escena de trío M-H-M                | Evil Anal 16               |
| 2014 | Premios AVN  | Nominada  | Mejor escena de sexo seguro               | Dorm Invasion 5            |
| 2014 | Premios AVN  | Nominada  | Mejor escena de sexo lésbico en grupo     | Hot and Mean 9             |
| 2014 | Premios AVN  | Nominada  | Mejor escena de doble penetración         | Double Black Penetration   |
| 2014 | Premios AVN  | Nominada  | Mejor escena de sexo en grupo             | Big Tits at Work 19        |
| 2014 | Premios XBIZ | Nominada  | Mejor escena de sexo en película lésbica  | Hot and Mean 9             |
| 2015 | Premios AVN  | Ganadora  | Mejor escena POV de sexo                  | Lex's Point Of View        |
| 2015 | Premios AVN  | Nominada  | Mejor escena de trío M-H-M                | Lex the Impaler 8          |
| 2015 | Premios AVN  | Nominada  | Premio fan: MILF más caliente             | —                          |
| 2015 | PremioS XBIZ | Nominada  | Artista MILF del año                      | —                          |
| 2015 | PremioS XBIZ | Nominada  | Mejor escena de sexo en película vignette | Tonight's Girlfriend 22    |
| 2015 | PremioS XBIZ | Nominada  | Mejor escena de sexo en película gonzo    | James Deen's 7 Sins: Pride |
| 2016 | Premios AVN  | Nominada  | Artista MILF / Cougar del año             | —                          |
| 2016 | Premios AVN  | Nominada  | Mejor escena de sexo en grupo             | Brazzers House             |
| 2016 | Premios AVN  | Nominada  | Mejor escena de sexo lésbico              | All Access: Abella Danger  |
| 2016 | Premios AVN  | Nominada  | Premio fan: MILF más caliente             | —                          |
| 2016 | Premios XBIZ | Nominada  | Artista MILF del año                      | —                          |
| 2016 | Premios XBIZ | Nominada  | Mejor escena de sexo en película lésbica  | Buttslammers               |
| 2016 | Premios XBIZ | Nominada  | Mejor escena de sexo en película gonzo    | Brazzers House             |
| 2017 | Premios AVN  | Nominada  | Premio fan: MILF más caliente             | —                          |
| 2017 | Premios XBIZ | Nominada  | Artista MILF del año                      | —                          |
| 2018 | Premios AVN  | Nominada  | Premio fan: Estrella mediática            | —                          |
| 2018 | Premios XBIZ | Nominada  | Artista MILF del año                      | —                          |
| 2019 | Premios AVN  | Nominada  | Premio fan: Estrella mediática            | —                          |
| 2022 | Premios XBIZ | Nominada  | Mejor escena de sexo transexual           | Prismatic                  |
| 2024 | Premios XBIZ | Nominada  | Estrella mediática del año                | —                          |
| 2025 | Premios AVN  | Nominada  | Mejor escena de sexo en grupo             | American MILF              |
| 2025 | Premios XMA  | Ganadora  | Mejor escena de sexo en película comedia  | American MILF              |